# Kobo Abe
Kōbō Abe (安部公房, Abe Kōbō), een pseudoniem van Kimifusa Abe (Abe Kimifusa, Kita (Tokio), 7 maart 1924 – 22 januari 1993) was een Japans schrijver, fotograaf, en uitvinder.
Zijn naam is geromaniseerd als Kobo Abe in Engelstalige vertalingen van zijn werken.

## Biografie
Abe werd geboren in Kita, Tokio, en groeide op in Mukden (het huidige Shenyang) in Mantsjoerije. Zijn vader was een arts die les gaf aan de lokale medische hogeschool.
Abe keerde in 1941 terug naar Japan, alwaar hij in 1943 medicijnen ging studeren aan de Universiteit van Tokio. Hij studeerde in 1948 af, maar deed nadien niets met zijn studie. In plaats daarvan ging hij schrijven. Zijn eerste werk was een gedichtenbundel getiteld Mumei Shishu ("Gedichten van een onbekende dichter"), welke in 1947 verscheen. Het jaar erop publiceerde hij zijn eerste roman, Owarishi michi no shirube ni. Deze roman vestigde zijn naam als schrijver.
Abe werkte als avant-gardeschrijver van zowel romans als toneelstukken. In 1962 verkreeg hij internationale bekendheid met zijn werk The Woman in the Dunes.
In de jaren 60 van de 20e eeuw werkte hij samen met de Japanse regisseur Hiroshi Teshigahara aan de films The Pitfall, Woman in the Dunes, The Face of Another en The Ruined Map. Woman in the Dunes werd vertoond op het Filmfestival van Cannes in 1964.
In 1973 richtte hij een acteerstudio op in Tokio, alwaar hij acteurs opleidde volgens zijn eigen manier van toneelspelen. Hij regisseerde hier tevens enkele toneelstukken. Hij stond bekend om zijn surrealistische en soms nachtmerrieachtige vertoningen van het individu in de samenleving. Abe werd meerdere malen genomineerd voor de Nobelprijs voor de Literatuur, maar won deze nooit.

## Romans
| Jaar | Japanse titel                                             | Engelse titel                           | Nederlandse titel                              | Opmerkingen    |
| 1948 | 終りし道の標に Owarishi michi no shirube ni               | At the Guidepost at the End of the Road |                                                |                |
| 1954 | 飢餓同盟 Kiga doumei                                      | Starving Unions                         |                                                |                |
| 1957 | けものたちは故郷をめざす Kemono tachi wa kokyou wo mezasu | Animals are Going to their Home         |                                                |                |
| 1959 | 第四間氷期 Dai yon kan pyouki                             | Inter Ice Age IV                        | Het tijdperk der aquanen                       |                |
| 1960 | 石の眼 Ishi no me                                         | Stony Eyes                              |                                                |                |
| 1962 | 砂の女 Suna no onna                                       | Woman in the Dunes                      | De vrouw in het zand (vertaald uit het Engels) |                |
| 1964 | 他人の顔 Tanin no kao                                     | The Face of Another                     | Een ander gezicht                              |                |
| 1965 | 榎本武揚 Enomoto Takeaki                                  | Takeaki Enomoto                         |                                                |                |
| 1967 | 燃えつきた地図 Moetsukita chizu                           | The Ruined Map                          |                                                |                |
| 1973 | 箱男 Hako otoko                                           | The Box Man                             |                                                |                |
| 1977 | 密会 Mikkai                                               | Secret Rendezvous                       |                                                |                |
| 1984 | 方舟さくら丸 Hakobume sakura maru                         | The Ark Sakura                          |                                                |                |
| 1991 | カンガルー・ノート Kangaruu noto                          | Kangaroo Notebook                       |                                                |                |
| 1994 | 飛ぶ男 Tobu otoko                                         | The Flying Man                          |                                                | Nooit voltooid |

## Collecties korte verhalen
| Jaar | Japanse titel                  | Engelse titel             | Nederlandse titel        | Opmerkingen |
| 1950 | 赤い繭 Akai mayu               | The Red Cocoon            | Verhaal: Een vreemd lijk |             |
| 1951 | 壁 Kabe                        | The wall                  |                          |             |
| 1952 | 飢えた皮膚 Ueta hihu           | The starving skin         |                          |             |
|      | 闖入者 Chinnyu sha             | Intruders                 |                          |             |
| 1956 | R62号の発明 R62 gou no hatumei | Inventions by R62         |                          |             |
| 1964 | 無関係な死 Mukankei na shi     | The unrelated death       |                          |             |
| 1967 | 人間そっくり Ningen sokkuri    | The double of human being |                          |             |
| 1968 | 夢の逃亡 Yume no toubou        |                           |                          |             |
| 1975 | 笑う月 Warau tsuki             | The laughing Moon         |                          |             |

## Toneelstukken
| Jaar | Japanse titel                                 | Engelse titel                     | Opmerkingen |
| 1955 | 制服 Seifuku                                  | Uniforms                          |             |
|      | どれい狩り Dorei gari                         | Slave hunting                     |             |
|      | 快速船 Kaisoku sen                            | The speedy ship                   |             |
| 1958 | 幽霊はここにいる Yuurei wa koko ni iru        | Here is a ghost                   |             |
| 1965 | おまえにも罪がある Omae nimo tsumi ga aru     | You are also guilty               |             |
| 1967 | 友達 Tomodachi                                | Friends                           |             |
|      | 榎本武揚 Enomoto takeaki                      | Takeaki Enomoto                   |             |
| 1969 | 棒になった男 Bou ni natta otoko               | The man who turned into a stick   |             |
| 1971 | 未必の故意 Mihitsu no koi                     | Willful negligence                |             |
|      | ガイド・ブック Gaido bukku                    | Guide Book                        |             |
| 1973 | 愛の眼鏡は色ガラス Ai no megane wa iro garasu | Loving glasses are colored ones   |             |
| 1974 | 緑色のストッキング Midori iro no sutokkingu   | Green Stockings                   |             |
| 1975 | ウエー（新どれい狩り） Uē (Shin dorei gari)   | OOay(Slave hunting, new version ) |             |
| 1976 | 案内人GUIDE BOOK II Annai nin                 | The guide man, GUIDE BOOK II      |             |
| 1978 | 人さらい Hito sarai                           | Kidnap                            |             |
|      | S・カルマ氏の犯罪 S・Karuma shi no hanzai     | The crime of S.Karuma             |             |
| 1979 | 仔象は死んだ Kozou wa shinda                  | An elephant calf are dead         |             |

## Gedichten
| Jaar | Japanse titel         | Engelse titel  | Opmerkingen |
| 1947 | 無名詩集 Mumei shishu | Unknown poetry |             |

## Prijzen
- 1951 Akutagawaprijs - The Crime of S. Karuma, (Kabe S. Karuma shi no hanzai, 「壁 S・カルマ氏の犯罪」)
- 1962 Yomiuriprijs - Woman in the Dunes
- 1967 Tanizakiprijs - Friends, (Tomodachi, 友達)